# BioShock 2
BioShock 2  је пуцачина из првог лица развијена од стране 2К Марин. Она је наставак првог дела игре из 2007, BioShock и као и претходни део, игра је пуштена у продају у целом свету за Windows, PlayStation 3 и Xbox 360 9. фебруара 2010. године. Feral Interactive је објавио верзију игре за MacOS 30. марта 2012. године. Радња се одвија у измишљеном подводном дистопијском граду Rapture, осам година након радње из првог дела игре. Преузимајући контролу над Субјектом Делта, великим татицом, играч треба да се избори са „Спајсерима”, мутираном популацијом града, користећи широки спектар оружја и генетичких модификација. За разлику од првог дела, Биошок 2 садржи и режим игре за више играча преко интернета, под називом Fall of Rapture. Тематика и мапе у режиму за више играча су смештене у 1959. годину, за време грађанског рата у граду, пре одвијања радње из првог дела игре.